# Apostenus rutilius
Apostenus rutilius är en spindelart som beskrevs av Simon 1897. Apostenus rutilius ingår i släktet Apostenus och familjen månspindlar.
Artens utbredningsområde är Sierra Leone. Inga underarter finns listade i Catalogue of Life.